# Ede Bartay
Ede Bartay, né le 6 octobre 1825 à Budapest en Hongrie et mort dans cette même ville le 31 août 1901, est un compositeur hongrois.

## Biographie
Ede Bartay est le fils d'András Bartay. Il naît le 6 octobre 1825 à Budapest et fait des études juridiques en même temps que musicales avant d'enseigner le piano pendant de nombreuses années.
Comme son père, il fait preuve d'un ardent patriotisme. Après l'échec de la révolution hongroise de 1848, il reste à Budapest et recueille des chansons et des danses traditionnelles hongroises. 
En 1863, il fonde le Fonds de retraite hongrois pour musiciens.
En 1876, il est nommé directeur du Conservatoire national de Budapest, poste qu'il conservera jusqu'à sa mort.

## Œuvres
Il compose de nombreuses œuvres, dont une symphonie, l'ouverture Pericles, et de nombreuses œuvres pour piano.

## Sources
- Nicolas Slonimsky, Alain Paris et Marie-Stella Paris, Dictionnaire biographique des musiciens, R. Laffont, 1995 (ISBN 2-221-06510-7, 978-2-221-06510-5 et 2-221-06787-8, OCLC 33096600, lire en ligne)